# Đại tá Công an nhân dân Việt Nam
Đại tá Công an nhân dân Việt Nam là quân hàm sĩ quan cao cấp dưới cấp tướng lĩnh và là cấp bậc sĩ quan cấp tá cao nhất trong lực lượng Công an nhân dân Việt Nam với cấp hiệu 4 ngôi sao vàng, 2 vạch vàng chạy dọc giữa nền cấp hiệu.
Theo quy định hiện hành, Đại tá là cấp bậc cao nhất đối với sĩ quan công an giữ chức vụ Giám đốc Công an tỉnh, thành phố, trừ 2 thành phố lớn là Hà Nội, Thành phố Hồ Chí Minh và tại các tỉnh thành trọng điểm. Việc phong, thăng, giáng, tước quân hàm đối với cấp bậc từ Đại tá trở xuống do Bộ trưởng Bộ Công an Việt Nam quy định.

## Lịch sử
Cấp bậc Đại tá Công an nhân dân Việt Nam lần đầu tiên được quy định bởi Nghị định 331-TTg ngày 1 tháng 9 năm 1959, quy định hệ thống cấp bậc Công an nhân dân vũ trang. Cấp hiệu Đại tá có 4 sao, 2 vạch.
Ba năm sau, Pháp lệnh 34/LCT ngày 20 tháng 7 năm 1962 quy định thêm hệ thống cấp bậc Cảnh sát nhân dân.
Đến năm 1987, Pháp lệnh về lực lượng An ninh nhân dân Việt Nam ngày 2 tháng 11 năm 1987, quy định hệ thống cấp bậc An ninh nhân dân, không có bậc Thượng tá. Lúc này, cấp hiệu Đại tá An ninh nhân dân có 3 sao, 2 vạch.
Năm 1989, Pháp lệnh về lực lượng Cảnh sát nhân dân Việt Nam ngày 28 tháng 1 năm 1989 quy định lại hệ thống cấp bậc Cảnh sát nhân dân tương tự hệ thống cấp bậc An ninh nhân dân, cũng  không có bậc Thượng tá. Lúc này, cấp hiệu Đại tá Cánh sát nhân dân cũng có 3 sao, 2 vạch.
Năm 1992, 2 Pháp lệnh sửa đổi lại, khôi phục cấp bậc Thượng tá đối với hệ thống cấp bậc của An ninh nhân dân và Cảnh sát nhân dân. Lúc này Đại tá có 4 sao thay vì 3 sao như trước năm 1992.
Từ năm 1998, 2 ngạch An ninh nhân dân và Cảnh sát nhân dân sử dụng thống nhất một hệ thống cấp hiệu như ngày nay. Cấp hiệu Đại tá Công an nhân dân Việt Nam có 4 sao vàng, 2 vạch vàng.

## Chức vụ được phong quân hàm Đại tá
- Bài chi tiết: Chức vụ Công an nhân dân Việt Nam

Trong Công an nhân dân Việt Nam, Đại tá thường đảm nhiệm các chức vụ:
- Giám đốc Công an tỉnh, thành phố trực thuộc Trung ương trừ Giám đốc Công an thành phố Hà Nội, Thành phố Hồ Chí Minh và 11 địa phương được phân loại đơn vị hành chính cấp tỉnh loại I và là địa bàn trọng điểm, phức tạp về an ninh, trật tự, diện tích rộng, dân số đông.
- Giám đốc Bệnh viện trực thuộc Bộ.
- Hiệu trưởng các trường Cao đẳng, Trung cấp Công an nhân dân.
- Phó Giám đốc Công an tỉnh, thành phố trực thuộc Trung ương.
- Phó Cục trưởng Cục trực thuộc Bộ.
- Phó Viện trưởng Viện trực thuộc Bộ.
- Trưởng phòng và tương đương ở đơn vị thuộc cơ quan Bộ có chức năng, nhiệm vụ trực tiếp chiến đấu, tham mưu, nghiên cứu, hướng dẫn chuyên môn, nghiệp vụ toàn lực lượng; Trưởng phòng tham mưu, nghiệp vụ; Trưởng Công an quận, huyện, thị xã thuộc Công an thành phố Hà Nội, Trưởng Công an quận, huyện, thành phố thuộc Thành phố Hồ Chí Minh.

## Các cấp bậc dướiĐại tá
- Bài chi tiết: Hệ thống cấp bậc Công an nhân dân Việt Nam

Trong hệ thống cấp bậc Công an nhân dân Việt Nam, các cấp bậc sĩ quan, hạ sĩ quan, chiến sĩ dưới Đại tá gồm:
|                    |  | Sĩ quan           | Sĩ quan          | Sĩ quan        | Sĩ quan          | Sĩ quan         | Sĩ quan         | Sĩ quan         | Hạ sĩ quan | Hạ sĩ quan | Hạ sĩ quan | Chiến sĩ       | Chiến sĩ       | Học viên sĩ quan            | Học viên sĩ quan            |
| ------------------ |  | ----------------- | ---------------- | -------------- | ---------------- | --------------- | --------------- | --------------- | ---------- | ---------- | ---------- | -------------- | -------------- | --------------------------- | --------------------------- |
| Cấp hiệu nghiệp vụ |  |                   |                  |                |                  |                 |                 |                 |            |            |            |                |                |                             |                             |
| Cấp hiệu kĩ thuật  |  |                   |                  |                |                  |                 |                 |                 |            |            |            |                |                |                             |                             |
| Cấp bậc            |  | Thượng tá         | Trung tá         | Thiếu tá       | Đại úy           | Thượng úy       | Trung úy        | Thiếu úy        | Thượng sĩ  | Trung sĩ   | Hạ sĩ      | Chiến sĩ bậc 1 | Chiến sĩ bậc 2 | Học viên đại học - cao đẳng | Học viên trung cấp - sơ cấp |
| Mã hàm NATO        |  | OF-5              | OF-4             | OF-3           | OF-2             | OF-2            | OF-1            | OF-1            | OR-8       | OR-6       | OR-4       | OR-2           | OR-1           | OF(D)                       | OF(D)                       |
| Chức vụ            |  | Trung đoàn trưởng | Tiểu đoàn trưởng | Đại đội trưởng | Trung đội trưởng | Tiểu đội trưởng | Tiểu đội trưởng | Tiểu đội trưởng |            |            |            |                |                |                             |                             |

## Tiêu chuẩn xét thụ phongcấp Tướng

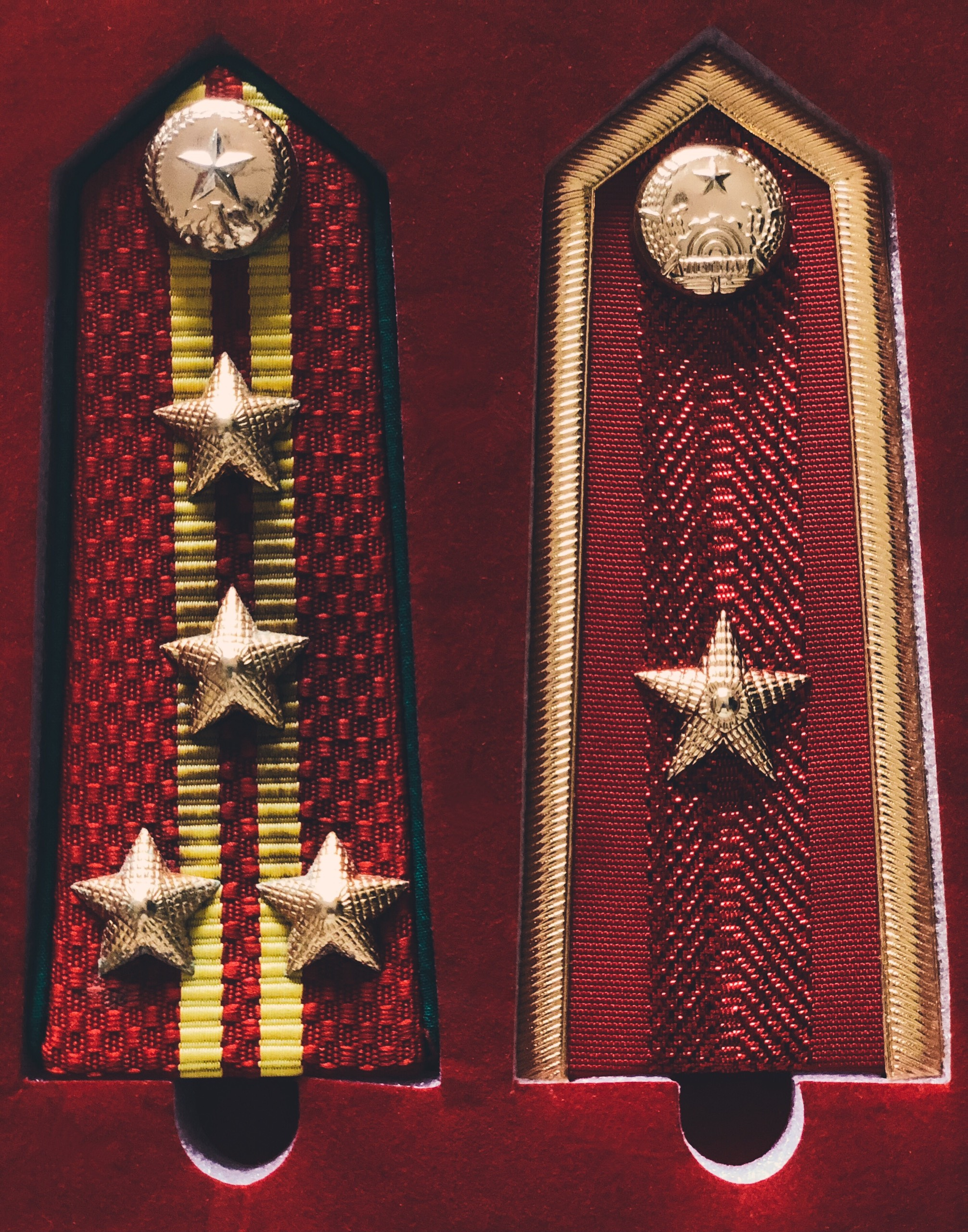
Cấp hiệu Đại tá và Thiếu tướng Công an nhân dân Việt Nam

Theo Luật Công an nhân dân (sửa đổi) năm 2018, sĩ quan công an cấp Đại tá không quá 57 tuổi mới được xem xét phong hàm Thiếu tướng Công an nhân dân Việt Nam, trường hợp đặc biệt phải do Chủ tịch nước Cộng hòa xã hội chủ nghĩa Việt Nam quyết định.
Ngoài ra, luật cũng quy định rõ về thời hạn xét thăng quân hàm cấp Tướng đối với sĩ quan công an tại ngũ cấp bậc Đại tá, tối thiểu là 4 năm.

## Các Đại tá Công an nhân dân Việt Nam nổi bật

### Vũ trang
- Nguyễn Tài - Nguyên Thứ trưởng Bộ Công an, ông từng là tù nhân của CIA với biệt danh "The Man in the Snow White Cell"
- Lý Đại Bàng - Huyền thoại về cảnh sát "Săn bắt cướp (SBC)" vào những năm đầu thập niên 1980.
- Phan Thị Ngọc Tươi - Cựu nữ Biệt động Sài Gòn nổi tiếng trong cuộc kháng chiến chống Mỹ.

### Chính trị
- Phạm Hùng - Cố Chủ tịch Hội đồng Bộ trưởng nước Cộng hòa Xã hội chủ nghĩa Việt Nam (nay là Thủ tướng Chính phủ Cộng hòa xã hội chủ nghĩa Việt Nam), Bộ trưởng Bộ Nội vụ (nay là Bộ Công an).
- Hà Minh Trí - Người ám sát hụt Tổng thống Việt Nam Cộng hòa Ngô Đình Diệm vào ngày 22 tháng 2 năm 1957.
- Bùi Văn Thành - Cựu Thứ trưởng Bộ Công an Việt Nam; bị giáng cấp bậc hàm từ Trung tướng xuống Đại tá (năm 2018) vì liên quan đến vụ án Vũ nhôm.
- Phan Đình Trạc - Ủy viên Bộ Chính trị Ban Chấp hành Trung ương Đảng Cộng sản Việt Nam khóa XIII, Bí thư Trung ương Đảng, Trưởng ban Nội chính Trung ương.
- Nguyễn Tài - Tổng cục trưởng đầu tiên của Tổng cục Hải quan Việt Nam, là sĩ quan cao cấp nhất của chính quyền miền Bắc từng bị bắt giữ trong chiến tranh Việt Nam.

### Văn học
- Trần Diễn, nhà văn Việt Nam nổi tiếng viết về đề tài tình báo, phản gián, trinh thám.

### Nghệ thuật
- Trần Nhượng, Nghệ sĩ nhân dân, diễn viên Đoàn kịch Công an nhân dân.
- Nguyễn Hải, Nghệ sĩ nhân dân, diễn viên, nguyên Phó Trưởng Đoàn Kịch nói Công an Nhân dân.